# Melanips granulatus
Melanips granulatus är en stekelart som först beskrevs av Hartig 1841.  Melanips granulatus ingår i släktet Melanips, och familjen glattsteklar. Arten är reproducerande i Sverige.